# Royall Tyler

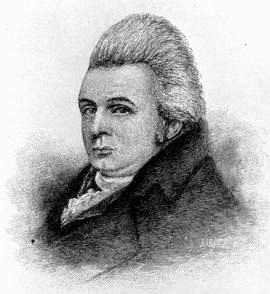
Royall Tyler

Royall Tyler (* 18. Juni 1757 in Boston, Province of Massachusetts Bay; † 26. August 1826 in Brattleboro, Vermont) war ein US-amerikanischer Jurist und Dramatiker.

## Leben
Tyler stammte aus dem puritanischen Boston, besuchte die Harvard University, war Soldat und arbeitete als Anwalt. Er war der Autor des ersten professionell produzierten amerikanischen Stückes The Contrast (1787), welches primär vom Kontrast zwischen Amerika und Europa handelt und formal stark an englische Komödien seiner Zeit erinnert. Mit Jonathan, dem Yankee, gelang Tyler eine überaus populäre „Kreation“ für die amerikanische Bühne.
1801 wurde er zum Richter am Vermont Supreme Court gewählt, später zu dessen Vorsitzendem. Eine Kandidatur zum Senat der Vereinigten Staaten 1812 blieb erfolglos.
Tyler hatte mehrere uneheliche Kinder, darunter auch mit der Mutter seiner späteren Ehefrau. Diese verheiratete Frau beging vermutlich deswegen später Selbstmord. Tyler selbst starb an einer Krebserkrankung, die ihn über Jahre hinweg zuvor das ganze Gesicht zerfressen und entstellt hatte.
Sein schriftlicher Nachlass und der seiner Frau Mary Palmer Tyler (1775–1866) befindet sich heute in der Vermont Historical Society Library (VHS).
Tyler war Vorbild für die Figur des Richters Jaffrey Pyncheon, des Schurken in Nathaniel Hawthornes Roman Das Haus mit den sieben Giebeln. Hawthornes Frau war eine Nichte von Tylers Gattin Mary Palmer Tyler.